# Газа, Иван Иванович
Ива́н Ива́нович Газа́(эст. Jaan Haasa, 17(5) января) 1894, Санкт-Петербург — 6 октября 1933, Ленинград) — советский политический и военный деятель.

## Биография
Из семьи рабочего-эстонца с завода Путилова. Мать — ткачиха. Учился в Путиловском ремесленном училище. В 14-летнем возрасте втянулся в революционную работу, помогая подпольной большевистской организации Путиловского завода. С 1909 года стал работать слесарем на заводе. Неоднократно участвовал в забастовках, за что в феврале 1916 года был арестован и отправлен солдатом в дисциплинарный батальон в Новой Руссе, а затем в оружейную мастерскую в Ораниенбауме. Отличился как умелый пулемётчик. Вёл антивоенную и антигосударственную агитацию в 1-м пулемётном запасном полку. Поднял солдат в дни Февральской революции 1917 года, полк вышел в Петроград, чтоб поддержать её. Член РСДРП(б) с 3 апреля 1917 года.

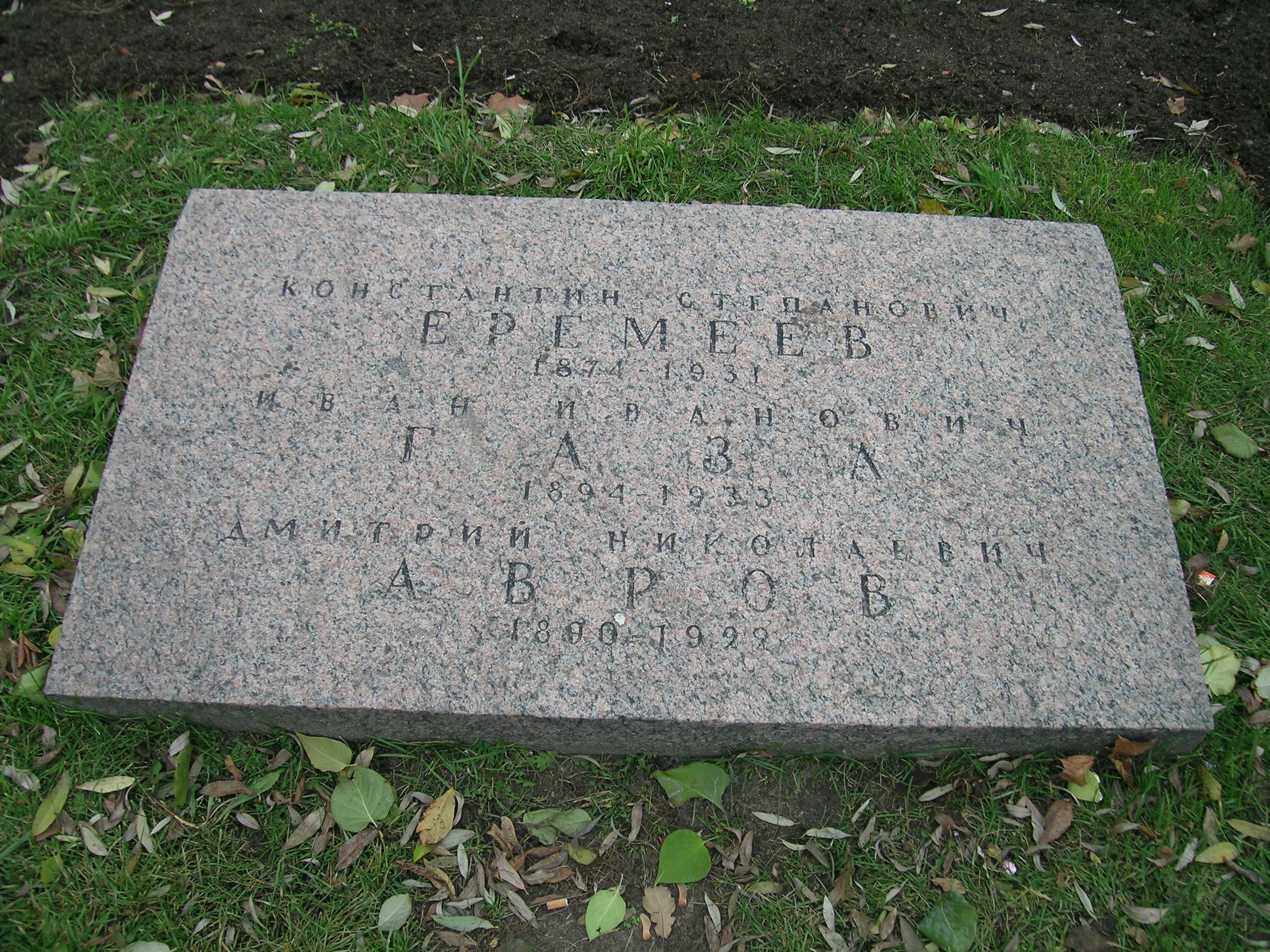
Памятник. Могила
на Марсовом поле
(Санкт-Петербург)

В Ораниенбаум уже не вернулся, стал работать на Путиловском заводе. Боролся с меньшевиками и эсерами на заводе. Участвовал в большевистских массовых акциях в Петербурге, в формировании отрядов Красной гвардии на Путиловском заводе и в разгроме «корниловского мятежа». С августа 1917 года — депутат Петросовета. Активно участвовал в Октябрьском вооружённом восстании в Петрограде, один из руководителей революционного штаба Нарвского района. Организовывал работу милиции в районе. В 1918 году был инициатором создания Путиловского стального артиллерийского дивизиона. С августа того же года — комиссар Путиловского бронепоезда № 6 им. В. И. Ленина, получившего своё имя после ранения Ленина и находившегося на обороне Петрограда. Участвовал в боевых действиях на ряде фронтов Гражданской войны против войск Краснова, Корнилова, Юденича, подавлении антибольшевистского восстания в Гжатске, на польском фронте. Вместе с бронепоездом И. И. Газа совершал рейды по тылам противника, бои в окружении, налёты на станции и полустанки, занятые противником. Однажды во время рейда бронепоезд № 6 оказался в ловушке. Железнодорожная колея и впереди, и позади оказалась заминированной. Комиссар, тяжело раненный, под обстрелом снял мины, после чего потерял сознание. Бронепоезд был спасён, а за умелое руководство и личные подвиги И. И. Газа был награждён орденом Красного Знамени и именными золотыми часами.
С 1920 года — помощник начальника бронесил округа. После окончания Гражданской войны, в 1924—1925 годах, начальник и комиссар броневых сил Петроградского военного округа. Верный сталинец, активно включился в борьбу с зиновьевцами на заводе «Красный путиловец» (бывшем Путиловском). В конце 1925 года он вернулся на свой завод, организовал там поддержку новому, сталинско-кировскому руководству города, в 1926 году был избран секретарём парткома. Под его руководством на заводе была разгромлена троцкистско-зиновьевская оппозиция.
Делегат XV съезда ВКП(б). С 1928 года — секретарь Московско-Нарвского районного комитета ВКП(б). Член ЦКК ВКП(б) с 1930 года, с 1931 года — секретарь Ленинградского горкома ВКП(б) по идеологической работе, куратор «Красного путиловца» и помощник Кирова по реконструкции города.
Умер от туберкулёза. Похоронен на Марсовом поле Ленинграда.
Жена — Клавдия Ивановна Газа. Сыновья — Борис и Константин. Дочь — Клавдия (Газа) Тарасова, окончила филологический факультет ЛГУ, библиотековед в Публичной библиотеке в 1950—1987 гг.

## Награды
- Орден Красного Знамени (1920 г.)

## Память в Ленинграде
- Именем Ивана Ивановича Газы[4] назван дворец культуры завода «Красный Путиловец».

- В 1962 году перед дворцом культуры установлен бронзовый бюст (скульптор Г. Д. Гликман, архитектор Ю. Я. Мачерет).
- Проспектом Газа в 1933—1991 годах назывался Старо-Петергофский проспект.
- Переулок Газа в бывшем посёлке Володарский.
- Улица Газа (с 1896 года Шёлков переулок, в 1933—1939 годах переулок Газа). Фактически исчезла (поглощена территорией Кировского завода) в 1970-х годах. Упразднена 31 января 2000 года[5][6].

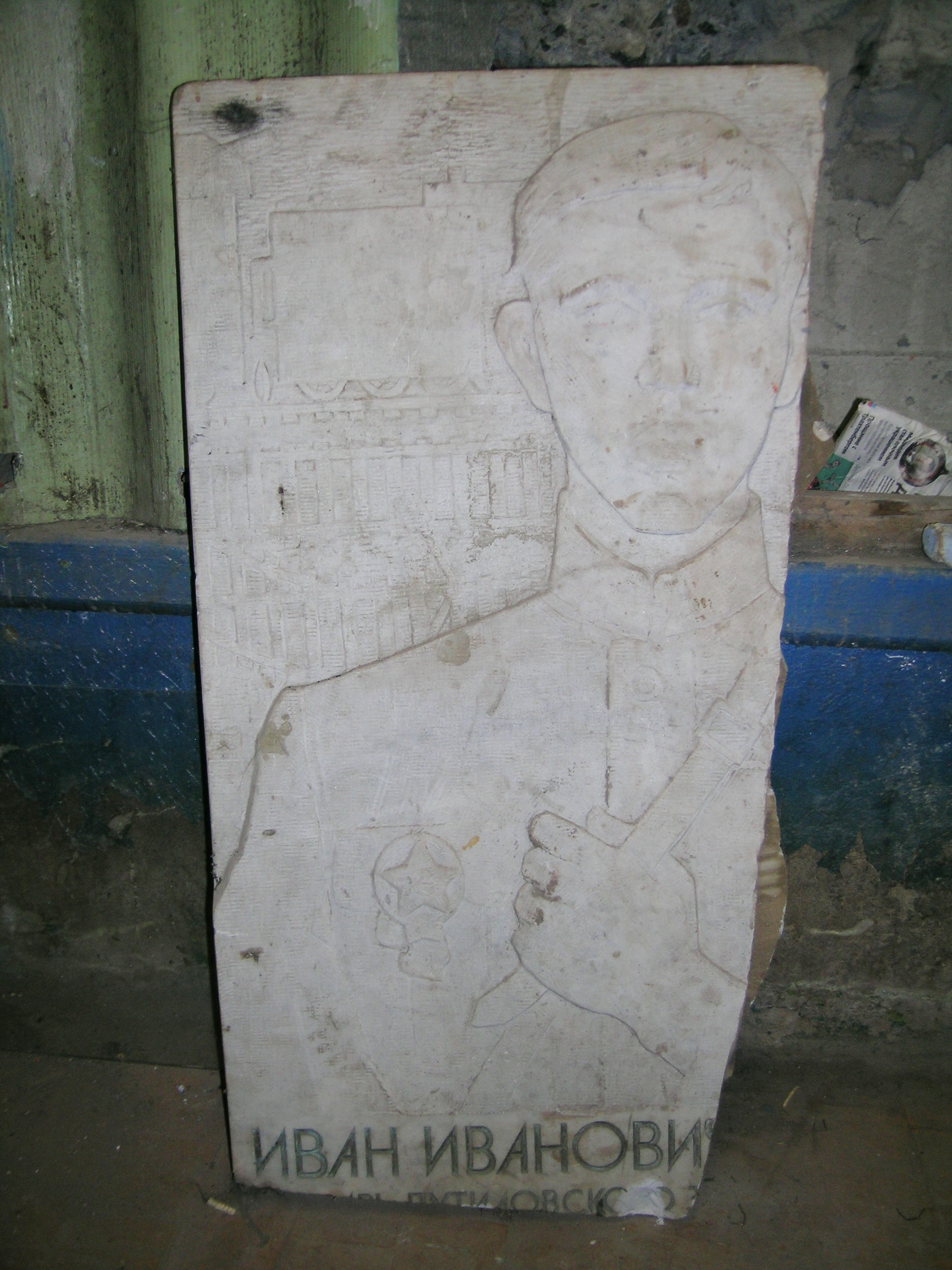
Фрагмент доски

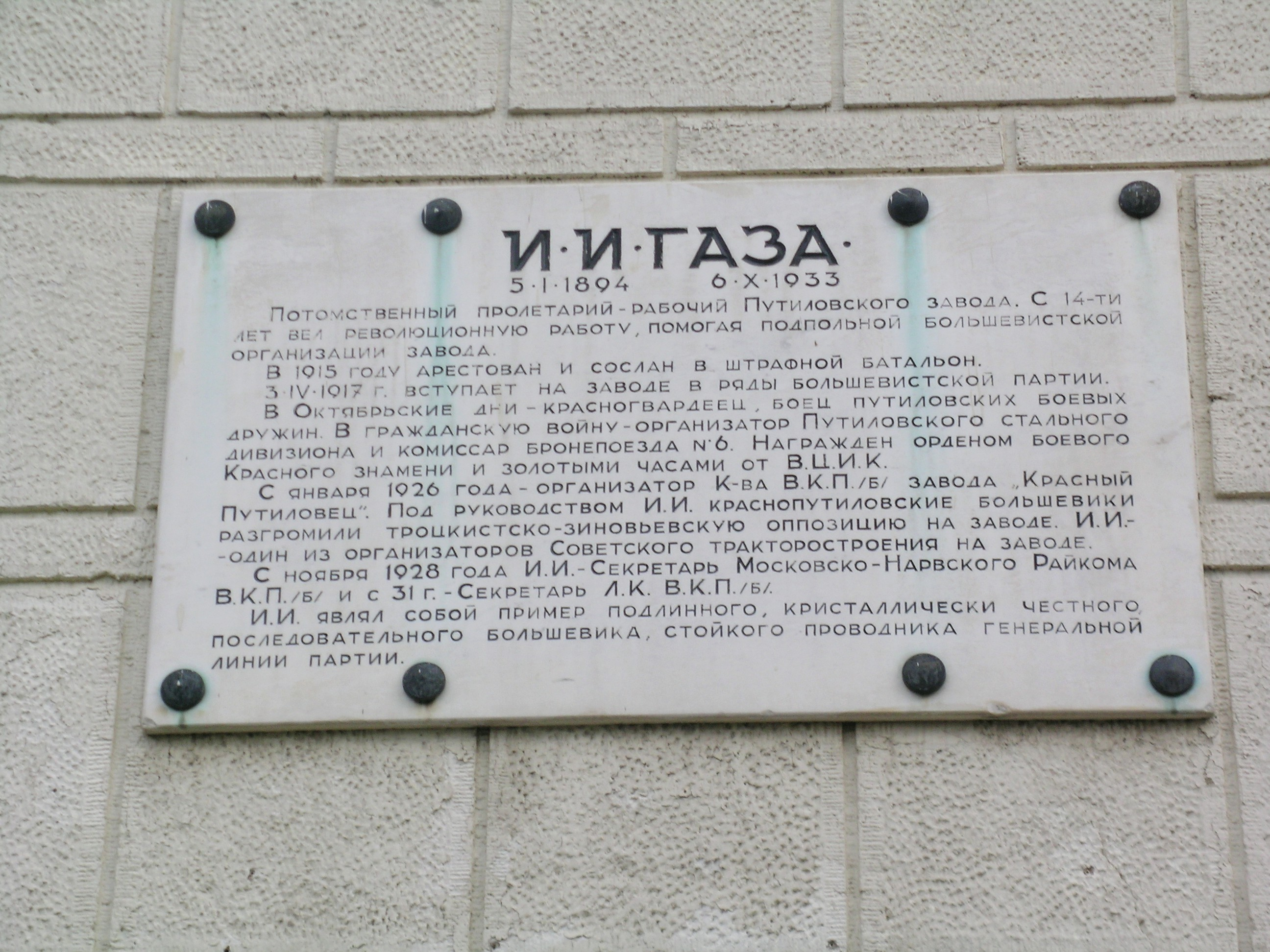
Доска на ДК имени И. И. Газа

- Мемориальная доска на здании Профессионального лицея № 42 (улица Маршала Говорова, д. 18). 1968 год, архитектор Васильковский В. С., скульптор Семченко А. В., материал — мрамор. Утрачена при реконструкции здания.

«Иван Иванович Газа (1894—1933) — слесарь Путиловского завода, активный участник Октябрьской революции и Гражданской войны, комиссар легендарного путиловского бронепоезда № 6 имени В. И. Ленина, руководитель краснопутиловской партийной организации, секретарь Ленинградского горкома партии. Окончил наше училище в 1909 году.»
- Мемориальная доска на здании Дворца культуры имени И. И. Газа. 1957 год. Архитектор: Егоров М. Ф., материал — мрамор.«И. И. Газа. 5.1.1894–6.Х.1933. Потомственный пролетарий — рабочий Путиловского завода. С 14-ти лет вёл революционную работу, помогая подпольной большевистской организации завода. В 1915 году арестован и сослан в штрафной батальон. 3.IV.1917 г. вступает на заводе в ряды большевистской партии. В Октябрьские дни — красногвардеец, боец путиловских боевых дружин. В Гражданскую войну — организатор Путиловского стального дивизиона и комиссар бронепоезда № 6. Награждён орденом боевого Красного знамени и золотыми часами от В.Ц.И.К. С января 1926 года — организатор К-ва В.К.П.(б) завода «Красный Путиловец». Под руководством И. И. Газа краснопутиловские большевики разгромили троцкистско-зиновьевскую оппозицию на заводе. И. И. — один из организаторов советского тракторостроения на заводе. С ноября 1928 года И. И. — секретарь Московско-Нарвского Райкома В.К.П.(б) и с 31 г. — секретарь Л.К. В.К.П.(б). И. И. являл собой пример подлинного, кристаллически честного, последовательного большевика, стойкого проводника генеральной линии партии.»[8].

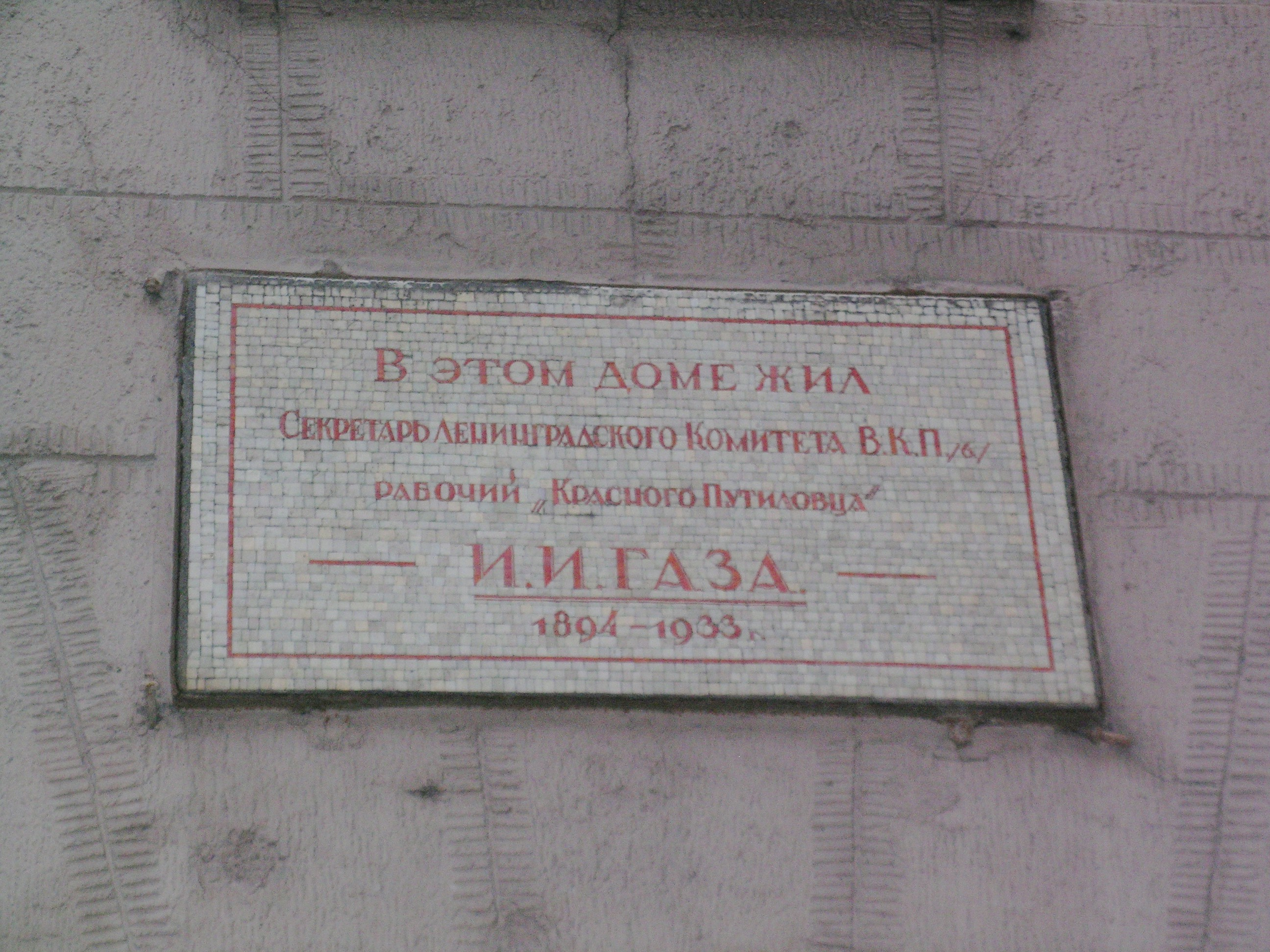
Мемориальная доска.
Старо-Петергофском пр., д. 42

- Мемориальная доска, Старо-Петергофский пр., д. 42[9]. 1934 год. Мозаика.«В этом доме жил Секретарь Ленинградского Комитета В.К.П.(б.), рабочий «Красного Путиловца» И. И. Газа. 1894–1933»[10]
- В Музее истории и техники ОАО «Кировский завод» есть бюст Ивана Ивановича Газы работы Татьяны Фёдоровны Линде.